# تشبكوة (قيلاب)
تشبکوة (بالفارسية: چپکوه) هي قرية تقع في قسم قيلاب الريفي، بمقاطعة أنديمشك التابعة لمحافظة خوزستان، إيران. يقدر عدد سكانها بـ 22 نسمة حسب الإحصاء السكاني الذي تمّ في عام 2006.